# Sycoscapter gibbus
Sycoscapter gibbus är en stekelart som beskrevs av Saunders 1883. Sycoscapter gibbus ingår i släktet Sycoscapter och familjen fikonsteklar.
Artens utbredningsområde är Madagaskar. Inga underarter finns listade i Catalogue of Life.